# 馬克·查爾斯
馬克·R·查爾斯（英語：Mark R. Charles）是一名美國原住民出身的維權人士、公共發言人、顧問和作家，以及記者、博客、改革牧師和程序員。他也是2020年美國總統選舉的無黨籍候選人。

## 早年生活
查爾斯的父親是納瓦霍人，母親是荷兰裔美国人，在新墨西哥州蓋洛普成長，並在加利福尼亚大学洛杉矶分校畢業。

## 外部連結
- 查爾斯官方競選網站 （页面存档备份，存于）
- Wirelesshogan: Reflections from the Hogan （页面存档备份，存于）, Charles' blog